# کیونی (ایلینوی)
کیونی، ایلینوی (به انگلیسی: Kewanee, Illinois) یک شهر در ایالات متحده آمریکا با جمعیت ۱۲٬۹۱۶ نفر است که در ایلی‌نوی واقع شده‌است.